# Pflicht und Schande
Pflicht und Schande (Giri/Haji) ist eine britische Fernsehserie. Sie wurde erstmals am 17. Oktober 2019 auf BBC Two im Vereinigten Königreich ausgestrahlt. Seit dem 10. Januar 2020 läuft sie international auf Netflix. Hauptspielorte sind Tokio und London, im Original sprechen die Protagonisten vor allem Englisch und Japanisch (mit Untertiteln).

## Handlung
Der Tokioter Kommissar Kenzo Mori (Takehiro Hira) reist nach London, um seinen totgeglaubten Bruder Yuto (Yōsuke Kubozuka) zu suchen. Yuto soll in England den Neffen eines Yakuza-Bosses ermordet haben, dadurch droht nun in Tokio ein Mafia-Krieg. Bei seiner Suche trifft Kenzo auf die Polizistin Sarah Weitzmann (Kelly Macdonald), den britisch-japanischen Sexarbeiter Rodney Yamaguchi (Will Sharpe) und gefährliche Mächte aus der Londoner Unterwelt.

## Rezeption
Patrick Heidmann lobt für Epd Film Pflicht und Schande als eine „exzellente Serie“:„Der Spagat zwischen britischem Polizeikrimi und brutalem japanischem Mafiathriller, zwischen sich zart entwickelnder Liebesgeschichte und beinahe melodramatischer Familien-Soap ist waghalsig und ungewöhnlich, gelingt aber hervorragend. Das Ergebnis ist nicht nur enorm spannend und sieht fantastisch aus, sondern entwickelt auch (trotz eines Übermaßes an Nebenfiguren) erstaunliche emotionale Wucht.“
Dominic Schmid rezensiert in der Neuen Zürcher Zeitung: „Yakuza-Thriller trifft auf britisches Gangsterkino, bevor beides von einem interkulturellen Familiendrama abgelöst wird. Formale Verspieltheit und eine gute Prise Humor lassen über Oberflächlichkeiten hinwegsehen.“
Kritischer zeigt sich im Guardian Lucy Mangan, die nur drei von fünf Sternen vergab, nachdem sie einen Teil der Folgen gesehen hatte: „Von Mob-Morden bis hin zu Schlangen in Briefkästen: Diese Reise durch die Schattenseiten von London und Tokio hätte ein Knaller werden müssen. Wie haben es BBC und Netflix geschafft, daraus so einen Langweiler zu machen? Abgesehen von der Neuheit, Japans Hauptstadt unfetischisiert zu sehen, und von einem seltsamen animierten Zwischenspiel, fühlt sich hier nichts neu an.“